# CMA-CGM-Kerguelen-Typ
Die Einheiten des CMA CGM Kerguelen-Typs sind bei ihrer Einführung im Jahr 2015 die größten Containerschiffe der französischen Reederei CMA CGM.

## Geschichte
Die CMA CGM Kerguelen wurde am 31. Mai 2015 als Typschiff einer Sechserserie baugleicher ULCV-Schiffe in Fahrt gesetzt. Die Reederei CMA CGM aus Marseille gab die Schiffe bei der Werft Samsung Heavy Industries in Geoje, Südkorea in Auftrag.
Die Schiffe werden auf dem FAL-Containerliniendienst (French Asia Line) zwischen Fernost und Europa eingesetzt.

## Technik

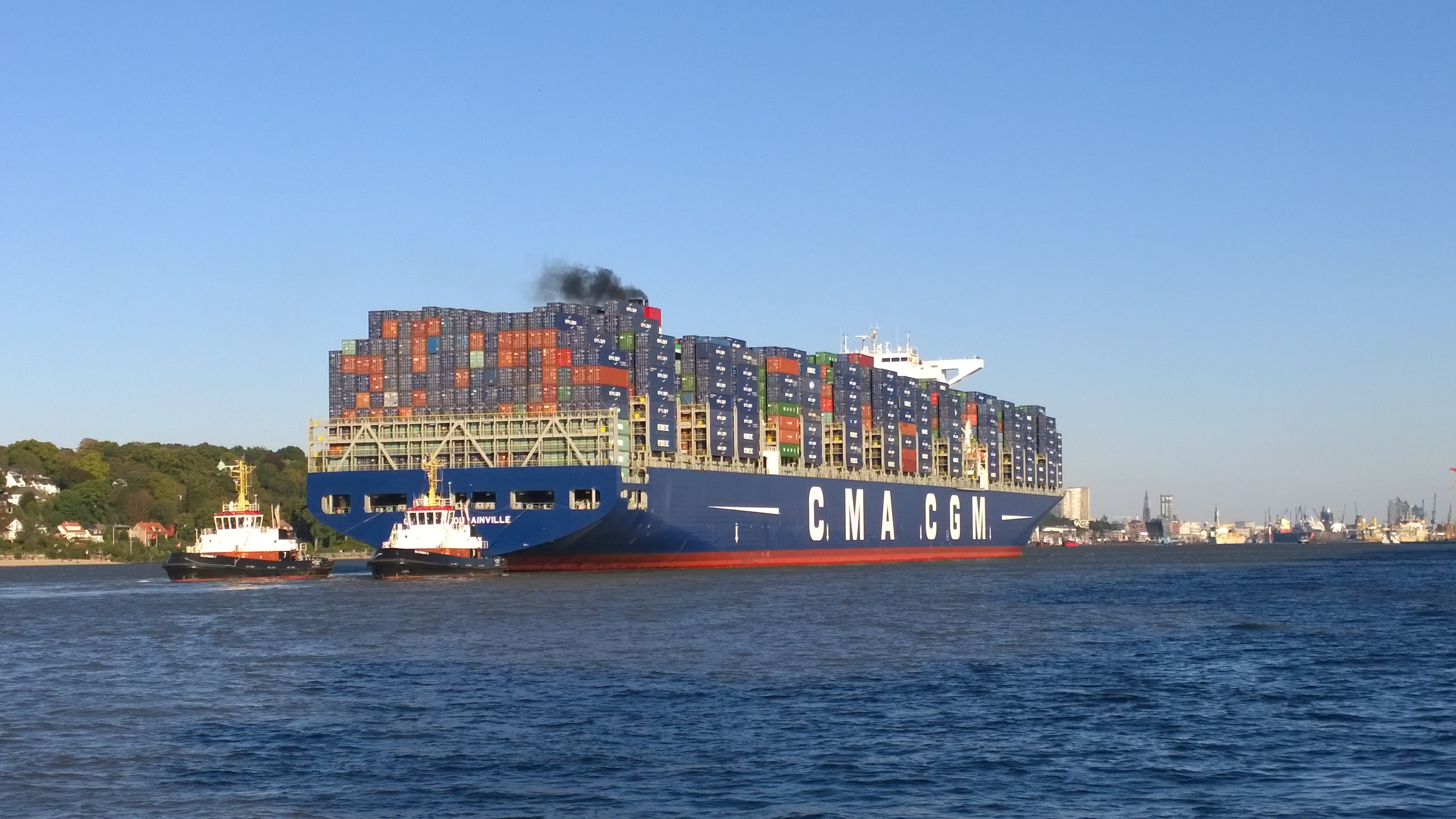
Heckansicht der CMA CGM Bougainville

Schiffbaulich sind die beim Bureau Veritas klassifizierten Doppelhüllenschiffe wie die Mehrzahl der schon in Betrieb befindlichen ULCS-Baureihen ausgelegt. Das Deckshaus ist etwa am Ende des vorderen Schiffsdrittels angeordnet, was einen verbesserten Sichtstrahl und somit eine höhere vordere Decksbeladung ermöglicht, während Schornstein und Maschinenanlage im hinteren Drittel liegen. Die Bunkertanks sind unterhalb des Aufbaus angeordnet; sie erfüllen die einschlägigen MARPOL-Vorschriften. Die Laderäume der Schiffe werden mit Pontonlukendeckeln verschlossen. Die maximale Containerkapazität wird mit 17.722 TEU angegeben. Weiterhin sind Anschlüsse für Integral-Kühlcontainer vorhanden. Die An- und Ablegemanöver werden durch ein Bugstrahlruder unterstützt.
Antrieb der Schiffe besteht jeweils aus einem bei Doosan in Lizenz gebauten Elfzylinder-Zweitakt-Dieselmotor des Typs MAN B&W 11S90ME-C9.2, der auf einen einzelnen Festpropeller wirkt.

## Die Schiffe
| CMA CGM Kerguelen-Typ     | CMA CGM Kerguelen-Typ    | CMA CGM Kerguelen-Typ | CMA CGM Kerguelen-Typ             | CMA CGM Kerguelen-Typ                        | CMA CGM Kerguelen-Typ      |
| Bauname                   | Bauwerft/ Baunummer      | IMO-Nummer            | Kiellegung Stapellauf Ablieferung | Auftraggeber                                 | Umbenennungen und Verbleib |
| ------------------------- | ------------------------ | --------------------- | --------------------------------- | -------------------------------------------- | -------------------------- |
| CMA CGM Kerguelen         | SHI/ 2092                | 9702132               | - 31. März 2015                   | SNC Atlantic 1815, London CMA CGM, Marseille | so in Fahrt                |
| CMA CGM Georg Forster     | SHI/ 2093                | 9702144               | - 2. Juni 2015                    | SNC Atlantic 1816, London CMA CGM, Marseille | so in Fahrt                |
| CMA CGM Bougainville      | SHI/ 2094                | 9702156               | - 25. August 2015                 | SNC Pytheas 2094, London CMA CGM, Marseille  | so in Fahrt                |
| CMA CGM Zheng He          | Shanghai Jiangnan/ H6001 | 9706906               | - 11. September 2015              |                                              | so in Fahrt                |
| CMA CGM Vasco de Gama     | Shanghai Jiangnan/ H6002 | 9706889               | - 27. Juli 2015                   |                                              | so in Fahrt                |
| CMA CGM Benjamin Franklin | Shanghai Jiangnan/ H6003 | 9706891               | - 4. Dezember 2015                |                                              | so in Fahrt                |
| Daten: Equasis            |                          |                       |                                   |                                              |                            |